# Ștefan Furtună
Ștefan Furtună (n. secolul al XIX-lea – d. 1907) a fost un soldat român în Războiul de Independență al României (1877-1878), decorat pentru bravură. A participat la Răscoala Țărănească din 1907. Este unul dintre țăranii împușcați de armată în represiunea răscoalei.
Numele său este menționat de Constantin Mille (1861-1927) în relatările referitoare la Răscoala Țărănească din 1907 și preluat de cotidianul socialist „Adevărul”, publicație puternic implicată în politica vremii, angajată în susținerea unor candidaturi politice în mai multe campanii la sfârșitul secolului XIX și începutul secolului XX (printre care si cea a lui Constantin Mille in 1907, an în care acesta câștigă alegerile - colegiul din Teleorman).
„Asa cum a fost Ștefan Furtună, erou decorat in 1877, împroprietărit ca veteran, a doua oară răsculat, ucis de o patrie nerecunoscătoare.” 

## Propaganda comunistă
Simbolul Ștefan Furtună, soldatul viteaz, decorat, ucis de monarhia ingrată, este preluat de propaganda comunistă, după anul 1946.
Istoricul Andrei Pippidi, membru corespondent al Academiei Române, îl descrie pe Ștefan Furtună ca “erou consacrat de mitologia comunistă”. Surse istorice credibile despre existența certă, faptele de arme, evenimentele sociale la care a participat si moartea violentă a lui Ștefan Furtună nu s-au păstrat, însă acest lucru a fost pus pe seama distrugerii de către autoritățile vremii a oricăror dovezi relative la dimensiunea opresiunii Răscoalei de la 1907.
 
Cifrele vehiculate de comuniști – 11.000 de morți – cifră preluată de la Constantin Mille, si 10.000 de arestări – nu pot fi nici ele confirmate istoric în mod precis, așa cum nu sunt confirmate nici toate acuzațiile proferate în literatura apocrifă asupra ministrului destituit pentru modul în care a fost gestionată situația de urgență în 1907, nici textele conform cărora sublocotenentul Ion Antonescu ar fi ucis personal 12 țărani răsculați la Galați.
Ștefan Furtună a fost subiectul mai multor texte din cărțile de istorie din perioada comunistă, din care unele s-au păstrat:
„Armata avea poruncă de la rege si de la guvern, să-i ucidă pe răsculați și să le distrugă gospodăriile până la temelie. Asupra satelor răsculate s-a abătut atunci o cumplită urgie. Tunurile au tras zile intregi. Au fost omorâți de-a valma bărbați, femei și copii. Au pierit atunci și mulți tărani, ca Ștefan Furtună, deși avea pieptul plin de decorații dobândite pentru vitejiile săvârșite în războiul pentru independență din 1877.” 
Numele lui Ștefan Furtună este în continuare citat în texte istorice pentru elevi în Republica Moldova, asa cum este „Răscoala de la 1907 sau cît de bine le era țăranilor sub Carol I”.

## Nume de străzi
Ștefan Furtună a devenit nume de stradă în anii 1950 în mai multe orașe din România Populară – București, Timișoara, Brăila, Cluj-Napoca, Turda etc., sau de piață (Piața Ștefan Furtună în Sinaia, județul Prahova), răspândirea largă în toponimia urbană fiind elocventă în ceea ce privește însemnătatea dată personajului.
Andrei Pippidi consideră drept generală și indubitabilă notorietatea acestui personaj:
„Chiar dacă n-ați citit «Nepoții Gornistului», ați auzit de Ștefan Furtună, pe care mitologia comunistă îl consacrase erou în 1877 și în 1907”

## Mențiuni în literatură și muzică
Numele Ștefan Furtună apare în piesa „Nepoții Gornistului” scrisă de Cezar Petrescu împreună cu Mihail Novicov. Piesa a fost distinsă cu Premiul de Stat pentru Dramaturgie (1952) si ecranizată in 1953 (regia Dinu Negreanu, cu Liviu Ciulei, Marga Barbu, Iurie Darie, George Vraca).
În 1959, Wilhelm Georg Berger (1929-1993) scrie Oratoriul pentru tenor, bariton, cor mixt și orchestră  „Ștefan Furtună” (libret de G. Dan).

## Confuzii cu personaje omonime
În București, strada Ștefan Furtună (în prezent „Mircea Vulcănescu”, o arteră importantă, cunoscută, pornind din intersecția cu Bulevardul Dacia si Calea Griviței) a fost marcată cu tăblițe inscripționate „Ștefan Furtună – participant la Răscoala din 1907”.
În alte localitați și în diverse alte acte si evocări este descrisă o altă identitate.
Astfel, există un soldat numit Ștefan Furtună în lista Eroilor Comunei Lipănești, la poziția 20 din secțiunea „Eroi 1941-1945”, la acesta facându-se trimitere în onomastica stradală din Sinaia, de exemplu.
În caracterizarea doctorului veterinar Ion Ștefan Furtună (1860-1973), dată în literatura de specialitate, acesta este descris drept „fiu al economistului, sociologului și revoluționarului Ștefan Furtună” - o persoană cu o personalitate neconformă cu cea a soldatului-țăran.